# Jo Ellis-Monaghan
Joanna Anthony Ellis-Monaghan (...) è una matematica e insegnante statunitense i cui interessi di ricerca includono i polinomi dei grafi e la teoria dei grafi topologic.
È professoressa di matematica presso l'Istituto di matematica Korteweg-de Vries dell'Università di Amsterdam.

## Istruzione e carriera
Ellis-Monaghan è cresciuta in Alaska. Si è laureata al Bennington College nel 1984 con una doppia specializzazione in matematica e arte, ed ha conseguito un master in matematica presso l'Università del Vermont nel 1986. Dopo aver iniziato un programma di dottorato al Dartmouth College, si è trasferita all'Università della Carolina del Nord a Chapel Hill, dove ha completato il suo dottorato nel 1995. La sua tesi, supervisionata da Jim Stasheff, é intitolata Un polinomio grafico unico e universale e le sue proprietà algebriche di Hopf, con applicazioni al polinomio di Martin.
È entrata a far parte della facoltà del Saint Michael's College nel 1992, dove ha presieduto il dipartimento, ed ha anche ricoperto incarichi presso l'Università del Vermont. Nel 2020 è diventata professoressa di Matematica Discreta presso l'Università di Amsterdam.

## Contributi
Insieme a Iain Moffat, Ellis-Monaghan è l'autore del libro Graphs on Surfaces: Dualities, Polynomials, and Knots (Springer, 2013).
Dal 2010 al 2020 è stata redattore capo di PRIMUS, rivista sull'insegnamento della matematica universitaria.